# Hidin' From Love
«Hidin' From Love» es un sencillo del cantante canadiense Bryan Adams, publicado en el disco homónimo debut del cantante en el año de 1980.
Siendo el primer tema del disco, Hidin' From Love contiene la combinación Rock/Pop que Bryan, hasta ese momento, no le había dado a sus grabaciones anteriores.
El sencillo fue situado en el Billboard Dance en la posición 46.
El sencillo tuvo un cóver, interpretado por el grupo británico Rosetta Stone, el cual fue posicionado en el número #46 del RPM 100 singles de Canadá, en el año de 1982.
- Datos: Q5897101